# Klavdia Novikova
Claudia Novikova (Клавдия Новикова) (21 de marzo de 1895-1968) fue una soprano de coloratura rusa, destacada en operetas.
Estudió con la contralto Eugenia Zbruyeva (1869-1936). En 1920 debutó en Odessa y luego en el Teatro del Ermitage en Moscú.
Su carrera tomó impulso cuando se dedicó a la opereta, en 1926 se unió al Teatro de Opereta de Moscú, donde fue miembro estable del conjunto hasta su retiro en 1958.
Su registro de la "Canción de la risa" de la opereta La Geisha de Sidney Jones la hizo famosa.
En 1947 recibió la distinción Artista de Honor de la Unión Soviética.